# Encentrum listensoides
Encentrum listensoides är en hjuldjursart som beskrevs av De Smet 2000. Encentrum listensoides ingår i släktet Encentrum och familjen Dicranophoridae. Inga underarter finns listade i Catalogue of Life.